# 今又生
今又生是一种人野生型p53的重组腺病毒药物（rAd-p53），用于p53突变而造成的肿瘤的治疗。

## 历史
今又生是第一种获批用于临床的基因治療药物，2003年中国国家药品监督管理局批准用于鳞状细胞癌的治疗。